# Ronnier Mendieta
Ronnier Antonio Mendieta (ur. 14 lutego 1970) – nikaraguański zapaśnik walczący w stylu wolnym. Zajął piąte miejsce na igrzyskach panamerykańskich w 1995. Dziesiąty na mistrzostwach panamerykańskich w 1998. Brązowy medalista igrzysk Ameryki Środkowej i Karaibów w 1993. Złoty medalista igrzysk Ameryki Środkowej w 1994 roku.